# 360072 Alcimedon
360072 Alcimedon è un asteroide troiano di Giove del campo greco. Scoperto nel 2008, presenta un'orbita caratterizzata da un semiasse maggiore pari a 5,182402 UA e da un'eccentricità di 0,086067, inclinata di 6,215437° rispetto all'eclittica.
Fa parte della famiglia di asteroidi Eurybates.
L'asteroide è dedicato ad Alcimedonte, comandante dei Mirmidoni.